# 宝塚レビュー'90
『宝塚レビュー'90』（たからづかレビュー90）は宝塚歌劇団の舞台作品。18場。
作・演出は小原弘稔。
併演作品は『メイフラワー』。
1987年の『ブギ・ウギ・フォーリーズ』の「レコード盤」のダンスを、新たに再構成している。

## 公演期間と公演場所
- 1990年5月11日 - 6月26日　宝塚大劇場（星組公演）
- 1990年8月2日 - 8月27日　東京宝塚劇場（星組公演）

## スタッフ
※氏名の後ろに「宝塚」、「東京」の文字がなければ両公演共通
- 作曲・編曲：吉崎憲治、寺田瀧夫、高橋城
- 編曲：橋本和明
- 音楽指揮：野村陽児（宝塚）、伊沢一郎（東京）（俳優ではない）
- 振付：羽山紀代美、尚すみれ、山田卓、家城比呂志
- 装置：石濱日出雄、関谷敏昭
- 衣装：任田幾英
- 照明：今井直次
- 小道具：万波一重
- 効果：中屋民生
- 音響監督：松永浩志
- 演出補：正塚晴彦
- 演出助手：石田昌也
- 舞台進行：豊田登
- 製作担当：柏原正一（東京）
- 制作：小林公一

## 主な配役
宝塚
- 紳士①、エジプトの王、扇の男、歌う男 - 日向薫
- 紳士②、青年、扇の男、歌手 - 紫苑ゆう
- 淑女①、エジプトの王妃、扇の女、美女 - 毬藻えり
- 扇の男 - 萬あきら
- 青年 - 夏美よう
- 淑女②、娘、扇の娘 - 洲悠花
- 娘、歌手、エトワール - 花愛望都
- 青年、扇の男 - 千珠晄
- 紳士③、扇の男 - 麻路さき
- エジプトの青年 - 英りお、稔幸
- 扇の女 - 麻丘奈里、乙原愛
- 淑女③、ミシシッピーの娘、歌手 - 青山雪菜
- ミシシッピーの娘 - 万理沙ひとみ

### 東京の変更点
第一場 プロローグA
- 淑女 - 乙原愛

第七場 ショーボートA
- ミシシッピーの娘 - 羽衣蘭